# Serie Nacional de Béisbol 1994-1995
La Serie Nacional de Béisbol 1994-95 fue la edición 34 del torneo amateur de primera división de esta disciplina en Cuba, comenzó el día 7 de noviembre de 1994, en el Estadio Augusto César Sandino; luego de la ceremonia inaugural, Granma los derrotó siete carreras por cuatro. Villa Clara volvió a ser campeón por cuarta vez en total y tercera vez consecutiva.

## Equipos participantes
- Metropolitanos
- Industriales
- Habana
- Cienfuegos
- Sancti Spiritus
- Camagüey
- Ciego de Ávila
- Granma
- Guantánamo
- Holguin
- Santiago de Cuba
- Las Tunas
- Isla de la Juventud
- Pinar del Río
- Matanzas

### Villa Clara
- Ángel López
- Ariel Pestano
- Julio Unufio
- Jorge L. Toca
- Jorge Diaz
- Eduardo Paret
- Osmani Garcia
- Ariel Sánchez
- Eugenio Quiñones Armenteros
- Victor Mesa
- Eddy Rojas
- Oscar Machado
- Amado Zamora
- Michel Perdomo
- Ariel Borrero
- Rolando Arrojo
- Jose R. Riscart
- Eliécer Montes de Oca
- Idonis Martínez
- Jorge R. Pérez
- Jesús Manso
- Alain Hernández
- Vladimir Hernández
- Ruben Santos
- Orestes Calero
- Angel Sánchez
- Yunier Vargas
- Yosvany Hernández
- Adrian Sarduy
- Ortelio Rodríguez
- Jose A. Acevedo
- Jorge D. Pérez
- Rafael O. Acebey
- Ariel Saez
- Orlando Despaigne
- Julio C. Bonachea
- Rigoberto González
- Alexis Martínez
- Alfredo J. Aveille
- Pedro Hernández
- Yoide Castillo
- Leonel Garcia
- Ariel Sánchez
- Eleixis Collado
- Leodan Gonazalez
- Ásael Pérez
- Jose O. Mesa

## Fase clasificatoria
| Equipo              | JJ | JG | JP | AVE | DIF  |
| ------------------- | -- | -- | -- | --- | ---- |
| Habana              | 64 | 46 | 18 | 719 | –    |
| Villa Clara         | 62 | 44 | 18 | 710 | –    |
| Pinar del Río       | 65 | 41 | 24 | 631 | –    |
| Holguin             | 65 | 37 | 28 | 569 | –    |
| Matanzas            | 64 | 37 | 27 | 578 | 3.5  |
| Granma              | 65 | 37 | 28 | 569 |      |
| Santiago de Cuba    | 65 | 37 | 28 | 569 |      |
| Industriales        | 63 | 35 | 28 | 556 | 10.5 |
| Cienfuegos          | 64 | 33 | 31 | 516 | 13   |
| Metropolitanos      | 65 | 29 | 36 | 446 | 12   |
| Camagüey            | 65 | 27 | 38 | 415 | 18.5 |
| Las Tunas           | 65 | 27 | 38 | 415 | 18.5 |
| Isla de la Juventud | 62 | 23 | 39 | 371 | 16.5 |
| Sancti Spiritus     | 64 | 23 | 41 | 359 | 23   |
| Guantánamo          | 65 | 20 | 45 | 308 | 17   |
| Ciego de Ávila      | 65 | 18 | 47 | 277 | 27.5 |

- Leyenda: JJ (Juegos jugados), JG (juegos ganados), JP (Juegos perdidos), AVE (Promedio de juegos ganados) AVE = JG / JJ, Dif (diferencia con la primera posición).

### Play Off
|  | Semifinal    | Semifinal |              |             | Serie Final | Serie Final |  |
|  |              |           |              |             |             |             |  |
|  |              |           |              |             |             |             |  |
|  | Holguin      | 0         |              |             |             |             |  |
|  | Holguin      | 0         |              |             |             |             |  |
|  | Villa Clara  | 4         |              |             |             |             |  |
|  | Villa Clara  | 4         |              | Villa Clara | 4           |             |  |
|  |              |           |              | Villa Clara | 4           |             |  |
|  |              |           | Pinar de Río | 2           |             |             |  |
|  | Pinar de Río | 4         | Pinar de Río | 2           |             |             |  |
|  | Pinar de Río | 4         |              |             |             |             |  |
|  | Habana       | 0         |              |             |             |             |  |
|  | Habana       | 0         |              |             |             |             |  |
|  |              |           |              |             |             |             |  |

## Premios y distinciones
- Mentor ganador - Pedro Jova (Villa Clara)
- Campeón de bateo - Amado Zamora (Villa Clara) 395 AVE
- Carreras Anotadas - Omar Linares (Pinar de Río) 63 C
- Jonrones Conectados - Miguel Caldes (Camagüey) 20 HR
- Promedio de Carreras Limpias - Rolando Arrojo (Villa Clara) 1.88 PCL